# Tomoyuki Kajino
Tomoyuki Kajino (Prefettura di Aichi, 11 luglio 1960) è un ex calciatore giapponese, di ruolo difensore.